# 박령우
박령우(1995년 10월 6일~ )는 대한민국의 스타크래프트 II 프로게이머이다. 아이디는 Dark. 주 종족은 저그이다.
2012년 3월에 슬레이어스에 입단하면서 프로게이머 활동을 시작하였다.
SlayerS 팀 해체 후 2013년 2월 4일 SK텔레콤 T1으로 입단했다.
2016년 4월 9일에 열린 스타크래프트 II 스타리그 2016 시즌 1 결승에서 김대엽을 4:2로 꺾고 생애 첫 우승을 차지 하였다. 공허의 유산 최초 우승자이며, 스타크래프트 II 스타리그 저그 최초의 우승자이자, 스타크래프트 II 종목으로 SK텔레콤 T1의 최초 저그 우승자가 됐다.
2016년 10월 SK텔레콤 T1의 스타크래프트 II 종목 팀 해체로 무소속 신분이 되었다.

## 수상 경력
스타크래프트 II : 프리미어 개인리그 우승 5회, 준우승 8회
- 2012 Hot Six 2012 글로벌 스타크래프트 II 리그 시즌 5 Code A 48강
- 2013 WCS Korea Season 1 챌린저리그 48강
- 2014 WCS 코리아 시즌 1 Hot Six 글로벌 스타크래프트 II 리그 코드 S 32강
- 2014 WCS 코리아 시즌 2 Hot Six 글로벌 스타크래프트 II 리그 코드 S 16강
- 2014 WCS 코리아 시즌 3 Hot Six 글로벌 스타크래프트 II 리그 코드 S 32강
- WECG 2014 한국대표선발전 스타크래프트 ll 부문 8강
- 네이버 스타크래프트 II 스타리그 2015 시즌 1 16강
- 2015 글로벌 스타크래프트 II 리그 시즌 1 코드 S 16강
- SK텔레콤 스타크래프트 II 프로리그 2015 1라운드 결승전 MVP
- IEM Season IX - World Championship 4강
- 스타크래프트 II 스타리그 2015 시즌 2 챌린지 24강
- 2015 스베누 글로벌 스타크래프트 II 리그 시즌 2 코드 S 32강
- GiGA 인터넷 2015 KeSPA컵 시즌1 준우승 (vs 김준호 3:4)
- 스베누 스타크래프트 II 스타리그 2015 시즌3 챌린지 24강
- 롯데홈쇼핑 2015 KeSPA컵 시즌2 준우승 (vs 어윤수 1:4)
- 2015 핫식스 글로벌 스타크래프트 II 리그 시즌 3 코드 S 16강
- 2015 DreamHack Open: Stockholm 16강
- SK텔레콤 스타크래프트 II 프로리그 2015 신인왕
- 2016 핫식스 글로벌 스타크래프트 II 리그 프리시즌 1주차 8강
- 2016 핫식스 글로벌 스타크래프트 II 리그 시즌 1 코드 S 16강
- 스타크래프트 II 스타리그 2016 시즌 1 우승 (vs 김대엽 4:2)
- 2016 스타크래프트 II 크로스 파이널 시즌 1 준우승 (vs 김대엽 1:3)
- 2016 핫식스 글로벌 스타크래프트 II 리그 시즌 2 코드 S 16강
- 스타크래프트 II 스타리그 2016 시즌 2 준우승 (vs 강민수 3:4)
- 2016 스타크래프트 II 크로스 파이널 시즌 2 우승 (vs 강민수 3:2)
- 2016 WCS 글로벌 파이널 준우승 (vs 변현우 2:4)
- IEM Season XI - Gyeonggi 4강
- 2017 핫식스 글로벌 스타크래프트 II 리그 시즌 1 코드 S 16강
- IEM Season XI - World Championship 4강
- GSL Super Tournament 시즌 1 8강
- GSL Code S 10회 연속 진출 기념상('임재덕 상')
- 2017 핫식스 글로벌 스타크래프트 II 리그 시즌 2 코드 S 16강
- IEM Season XII - Shanghai 8강
- 2017 핫식스 글로벌 스타크래프트 II 리그 시즌 3 코드 S 4강
- GSL vs the World 8강
- 2017 SSL 프리미어 시즌 2 준우승 (vs 김대엽 3:4)
- GSL Super Tournament 시즌 2 4강
- 2017 WCS 글로벌 파이널 16강
- IEM Season XII - World Championship 12강
- 2018 글로벌 스타크래프트 II 리그 시즌 1 코드 S 4강
- World Electronic Sports Games 2017 준우승 (vs 조성주 3:4)
- 2018 AfreecaTV GSL Super Tournament 시즌1 준우승 (vs 김대엽 3:4)
- 2018 글로벌 스타크래프트 II 리그 시즌 2 코드 S 16강
- 2018 글로벌 스타크래프트 II 리그 시즌 3 코드 S 16강
- 2018 GSL vs the World 4강
- 2018 GSL Super Tournament 시즌2 4강
- 2018 WCS 글로벌 파이널 8강
- 2019 World Electronic Sports Games 2018 8강
- 2019 IEM Season XIII - Katowice 4강
- 2019 마운틴듀 GSL Season 1 코드 S 4강
- 2019 GSL Super Tournament 시즌1 16강
- 2019 마운틴듀 글로벌 스타크래프트 II 리그 시즌 2 코드 S 우승 (vs 조성호 4:2)
- 2019 마운틴듀 글로벌 스타크래프트 II 리그 시즌 3 코드 S 4강
- 2019 GSL vs the World 2019 16강
- 2019 GSL Super Tournament 시즌2 우승 (vs 전태양 4:0)
- 2019 WCS 글로벌 파이널 우승 (vs 리카르도 로미티(Reynor) 4:1)